# José Silva
José Silva (Laredo, 11 de agosto de 1914 — Laredo, 7 de fevereiro de 1999) foi um parapsicólogo norte-americano e autor do Método Silva e do Silva UltraMind ESP System, criado com o objetivo de auxiliar as pessoas a aumentarem seu quociente de inteligência, desenvolver habilidades sensitivas e de cura própria e alheia através do uso de forças desconhecidas pela ciência.

## Início
José Silva, sua irmã mais velha e seu irmão mais novo foram criados pela avó. Silva foi arrimo de família desde cedo, através das ocupações de vendedor de jornais, engraxate e trabalhos eventuais. Ele nunca frequentou escolas, mas aprendeu a ler e escrever com os irmãos fazendo a lição de casa.
Silva pôde fazer um curso por correspondência de conserto de aparelhos de rádio através de um acordo com um barbeiro, no qual este "alugava" as lições a Silva a um dólar cada. Ao final do curso, Silva aprendera a consertar rádios e o diploma ficava em nome do barbeiro.
Aos 15 anos, Silva começou a consertar rádios, o que lhe rendeu um ofício de sucesso, no qual se manteve pelos 25 anos seguintes, interrompidos apenas pelo serviço militar.

## Segunda Guerra Mundial
Durante a II Guerra Mundial, Silva entrou para o Corpo de Sinaleiros do Exército dos Estados Unidos. Na admissão, ele foi examinado pelo psiquiatra Paul Silva (1901-1977), com o qual José não tinha parentesco. Silva ficou intrigado com as estranhas perguntas feitas pelo psiquiatra, algo que o motivou a estudar psicologia.
Durante sua permanência no Corpo de Sinaleiros, Silva aprendeu eletrônica avançada e tornou-se instrutor. Quando deu baixa no Exército, José Silva retornou ao seu ofício de conserto de rádios e assumiu ainda um trabalho de meio período como professor no Laredo Junior College, onde supervisionava três outros professores e era encarregado dos laboratórios de eletrônica da escola.
Cinco anos mais tarde, com a difusão da televisão, sua loja de consertos passou a ir de vento em popa e Silva encerrou sua carreira docente.

## Experimentos com a mente
O experimentos com a mente feitos por Silva basearam-se em seus conhecimentos de eletrônica e psicologia. Ele havia lido sobre as ondas alfa e a atividade elétrica no cérebro humano e teorizou que a impedância elétrica do cérebro podia ser reduzida para aumentar sua eficiência.
Silva acreditava que a mente tinha mais energia quanto menos estivesse ativa e que em frequências mais baixas o cérebro recebia e armazenava mais informações. O problema crucial para Silva era manter a mente alerta nessas frequências, que estão mais associadas ao "sonhar acordado" e ao sono, do que a atividade diária, durante a qual normalmente o cérebro emite ondas beta.
José experimentou a hipnose, mas enquanto a hipnose deixava a mente mais receptiva, ele sentia a necessidade de maior controle individual para aumentar a funcionalidade do cérebro. Ele tentou em seguida exercícios de treinamento mental para acalmar e silenciar a mente, mantendo-a mais independentemente alerta que durante a hipnose. Isto, julgou ele, levaria a uma memória melhorada, combinada com uma melhor compreensão e índices mais altos de QI.
Os exercícios surgidos da técnica desenvolvida por Silva conjugavam concentração relaxada e uma visualização mental vívida através da redução da atividade mental. Ele acreditava que através dessa redução havia mais efetividade no aprendizado que no estado de vigília, o das ondas beta. Ele pôde avaliar isto durante um triênio, no qual trabalhou suas técnicas com os próprios filhos, que tiveram perceptível melhora no desempenho escolar.

### Percepção extrassensorial
A primeira experiência relatada de José Silva com a percepção extrassensorial (que Silva preferia denominar efetiva projeção sensória) ocorreu durante uma noite em 1953, quando sua filha estava em "nível alfa".  Silva estava tomando as lições de casa da filha e, conforme ela respondia a cada questão, ele mentalizava a questão seguinte, antes de verbalizá-la. Silva disse que sua filha começou a responder as questões que ele mentalizara mas não tinha verbalizado ainda.
Nesta época, a percepção extrassensorial estava sendo objeto de pesquisa científica, principalmente através dos trabalhos publicados por Joseph Banks Rhine da Duke University. Silva escreveu a Rhine sobre seus treinamentos com a filha, ao que Rhine retorquiu que a filha de Silva poderia ter habilidades psíquicas antes do treinamento, o que exigia provas mais rigorosas com outros.
Silva então tratou de reproduzir seus resultados e pelos dez anos seguintes, treinou 39 crianças de Laredo, sem deixar de refinar o processo. Percebeu então que desenvolvera um método que poderia ser ensinado a todas as pessoas para usarem a percepção extrassensorial.

## Os métodos de Silva
O método de treinamento de Percepção extrassensorial de Silva levava de 40 a 48 horas para ser feito. Atualmente, o prazo foi reduzido para o valor de 18 a 20 horas através de um aparente refinamento da técnica. Ele escreveu um livro, You the Healer, no qual mostra como utilizar o Método Silva para curar-se a si próprio e aos outros, ao mesmo tempo que criou uma sociedade ecumênica para proteger os usuários de acusações de exercício ilegal da medicina.
Um artigo publicado pelo jornal New York Times em 16 de abril de 1972 ("Can Man Control His Mind") trouxe a informação de um estudo da Trinity University, no qual estudantes treinados em Controle Mental obtiveram um alto nível na produção de ondas Alfa, assim como duas outras faculdades - C. W. Post College e Canisius College - ofereciam o Método Silva.
Silva faleceu em casa em fevereiro de 1999. Seu método, Silva UltraMind System, foi sua criação final, completada pouco antes de sua morte.